# Шорогарі
Шорогарі (рум. Șorogari) — село у повіті Ясси в Румунії. Входить до складу комуни Ароняну.
Село розташоване на відстані 328 км на північ від Бухареста, 5 км на північ від Ясс.

## Населення
За даними перепису населення 2002 року у селі проживали 263 особи, усі — румуни. Усі жителі села рідною мовою назвали румунську.